# Edmilson Alves
Edmilson Alves (sinh ngày 11 tháng 2 năm 1976) là một cầu thủ bóng đá người Brasil.

## Sự nghiệp câu lạc bộ
Edmilson Alves đã từng chơi cho Oita Trinita, Vissel Kobe và Roasso Kumamoto.